# رومئو جیلیی
رومئو جیلْیْی (به ایتالیایی: Romeo Gigli)، (زادهٔ ۱۹۴۹ میلادی)؛ یک طراح مد ایتالیایی است که در اواخر دههٔ ۱۹۸۰ میلادی توسط لس آنجلس تایمز چنین توصیف شد که: «او به تنهایی مسیر مد را تغییر داده است».

## اوایل زندگی
جیلیی در کستل بولونیزه به دنیا آمد. او که در سن ۱۸ سالگی یتیم شده بود، پس از تحصیل در رشتهٔ معماری در دانشگاه، علاقه شدیدی به مد و لباس نشان داد که او را وادار کرد تا در هر یک از سفرهای متعدد خود، لباس‌های محلی، جواهرات و لوازم جانبی را با خود به همراه آورد. سرانجام در سال ۱۹۷۷ میلادی به شهر نیویورک راه یافت، جایی که در کلوپ شبانه استودیو ۵۴ رفت و آمد کرد و بیانکا جاگر را ملاقات کرد. سبک او در نیویورک مورد تحسین قرار گرفت و از او خواسته شد تا دربارهٔ مد برای طراح پیرو دیمیتری مشاوره دهد.

## شغلی

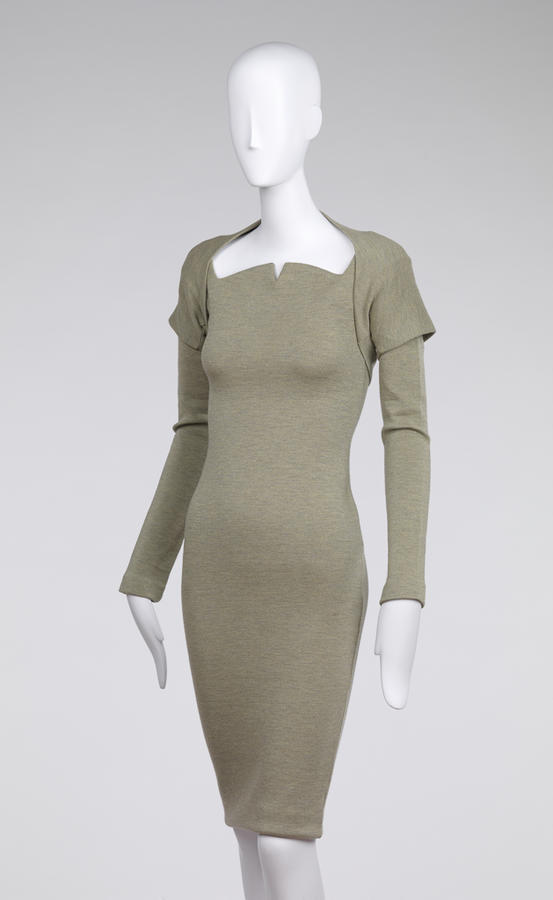
لباس بافتنی با شانهٔ افتاده رومئو جیلیی، دههٔ ۱۹۹۰ میلادی

با بازگشت به ایتالیا، جیلیی پیش از تأسیس اولین برند خود در سال ۱۹۸۱ میلادی، مد تحصیل کرد. سه سال بعد با شکست مواجه شد و در آن زمان او با کارلا سوتسانی شراکتی را ایجاد کردند.
همچنین او اولین مجموعه را برای زاماسپورت در سال ۱۹۸۳ میلادی ایجاد کرد و به دنبال آن با کالاهان همکاری کرد.
در سال ۱۹۸۵ میلادی، یک مجموعهٔ ۲۵ قطعه‌ای در میلان به نمایش درآمد. این توسط خرده‌فروشان مد رده بالا براونز در خیابان مولتون جنوبی لندن و جویس در هنگ کنگ خریداری شد. در سال ۱۹۸۶ میلادی، جیلیی شهرت بین‌المللی قوی پیدا کرد و با آنچه که لس آنجلس تایمز به عنوان «ظاهری نرم، لباس‌هایی که بدن را در آغوش می‌گیرد با دامن‌های حباب‌دار» توصیف کرد، روی دیگر طراحان تأثیر گذاشت.
پایگاه اصلی جیلیی در کورسو کومو، میلان با فروشگاه‌هایی در منهتن و منطقهٔ ماره، پاریس به هم ملحق شدند. مجموعه‌های او نیز از میلان به پاریس نقل مکان کردند. اندکی پیش از اولین حضورش در پاریس در سال ۱۹۸۹ میلادی، وُگ اعلام کرده بود که جیلیی «نیروی پیشرو در نسل جدیدی از طراحان است که حساسیت مد متفاوتی را اعلام می‌کنند». مجموعه‌های او در پاریس با موفقیت زیادی روبرو شدند. خطوط مردانه و زنانهٔ جیلیی برای مخاطبان جوان‌تر همراه با خطوط اکسسوری، کالاهای چرمی، عینک آفتابی و عطر همراه شد.

### مشخصه‌های برند
طرح‌های ساده و رمانتیک او، شامل یقه‌های شال، شانه‌های افتاده و شلوارهای باریک یا دامن‌های لاله‌ای شکل که با کفش‌های تخت پوشیده می‌شدند، به عنوان نقطهٔ مقابل روند پاور درسینگ دههٔ ۱۹۸۰ میلادی تلقی می‌شد و برخی پیش‌بینی می‌کردند که او آرمانی دههٔ ۱۹۹۰ میلادی تبدیل شود. طرح‌های او در خیابان‌های بزرگ تکرار شد و او طیف عطر سودآوری را توسعه داد. الکساندر مک کوئین یکی از دستیاران مد او بود که در سال ۱۹۸۹ میلادی به این طراح پیوست.

## دههٔ ۱۹۹۰ میلادی به بعد
اختلاف با شرکای تجاری او در سال ۱۹۹۱ میلادی باعث شد که جیلیی کنترل بخش‌هایی از برند جیلیی را از دست بدهد. او به همکاری با طراحان و برندهای خرده‌فروشی دیگر، از جمله بارنیز نیویورک، کالاهان، دونگیا و لویی ویتون ادامه داد و همچنین مد در میلان تدریس می‌کرد. در سال ۲۰۰۳ میلادی برخی از خلاقیت‌های او در موزهٔ مد در آنتورپ، در موزهٔ مد و نساجی در لندن، در مؤسسهٔ فناوری مد و در موزهٔ هنر متروپولیتن در نیویورک به نمایش گذاشته شدند. در سال ۲۰۱۲ میلادی، همکاری رومئو جیلیی با جویس به صورت آنلاین و در کاله د ریدوتو، ونیز در دسترس قرار گرفت. جیلیی تا سال ۱۹۹۷ میلادی به عنوان مدیر هنری شرکت سی‌پی در ایتالیا با بازار قدرتمند ژاپن خدمت کرد. او اکنون در مراکش زندگی می‌کند، جایی که با ال فن همکاری می‌کند.